# جوزيف بي. غروسمان
جوزيف بي. غروسمان هو سياسي أمريكي، ولد في 15 يوليو 1892، وتوفي في 7 نوفمبر 1990. انتخب عضو مجلس نواب ماساتشوستس ‏.